# Buchholz (Wipperfürth)
Buchholz ist eine Ortschaft in der Gemeinde Wipperfürth im Oberbergischen Kreis im Regierungsbezirk Köln in Nordrhein-Westfalen (Deutschland).

## Lage und Beschreibung
Der Ort liegt im Südwesten der Stadt Wipperfürth im Tal des Schwarzenbaches an der Grenze zu Kürten. Der Bach mündet im Süden der Ortschaft in die Kürtener Sülz. Nachbarorte sind Grund, Unterschwarzen, Gerhardsfeld und der zu Kürten gehörende Ort Furth.
Der Ort gehört zum Gemeindewahlbezirk 160 und damit zum Ortsteil Wipperfeld.

## Geschichte
In der topografischen Karte der Jahre 1893 bis 1896 wird der Ort erstmals aufgeführt. Die Ortsbezeichnung lautet hier bereits Buchholz.

## Busverbindungen
Über die im Nachbarort Furth gelegene Haltestelle Furth Abzweig der Linien 426 und 427 (VRS/OVAG) ist Buchholz an den öffentlichen Personennahverkehr angebunden.